# محمدسعید نجاری
محمدسعید نجاری متخلص به آسو (ئاسۆ به معنای افق) (۱۳۳۵ (خورشیدی) در بوکان) شاعر، محقق، نویسنده و فعال ادبی ایرانی است.

## زندگی‌نامه
محمدسعید نجاری در سال ۱۳۳۵ در روستای ساریقامیش بهی از توابع شهرستان بوکان به دنیا آمده‌است. تحصیلات دورهٔ متوسطه خود را در دبیرستان کوروش کبیر بوکان به پایان رسانده و تحصیلات دانشگاهی خود را در رشته ادبیات در دانشگاه‌های ارومیه و تبریز ادامه داد.
نجاری ملقب به آسو فارغ‌التحصیل رشته ادبیات دانشگاه تبریز است و به عنوان استاد در دانشگاه‌های بوکان و شهرهای همجوار آن مشغول به تدریس است. از نجاری آثار برجسته‌ای به عنوان کتاب اشعارش، رمان و تحقیقات او به چاپ رسیده‌است.

### آثار به چاپ رسیده محمدسعید نجاری
- گه زیزه (مجموعه شعر) (به زبان کردی)
- ته‌وژمی خه‌یال (مجموعه شعر) (به زبان کردی)
- شرح دیوان مصباح‌الدین ادب (به زبان فارسی)
- مویهٔ جدایی
- ریبوار (رمان) (به زبان کردی)
- له قه لاوه بو قه لا
- شرح دیوان وفایی
- کوردان پارسی گویی (به زبان فارسی)

## سبک اشعار
سبک اشعار محمدسعید نجاری (ئاسۆ) سبک کلاسیک می‌باشد و عین حال از او چندین شعر نو و نیمایی نیز در دست است که گویای تبحر او در سرایش ادبی است